# Marsdenia dictyophylla
Marsdenia dictyophylla är en oleanderväxtart som beskrevs av Ignatz Urban. Marsdenia dictyophylla ingår i släktet Marsdenia och familjen oleanderväxter. Inga underarter finns listade i Catalogue of Life.